# Ekrem Dağ
Ekrem Hayyam Dağ est un footballeur austro-turc, né le 5 décembre 1980 à Mardin (Turquie).

## Biographie
Il évolue au poste d'arriere droit dans l'un des principaux clubs turcs, Beşiktaş. Il appartient à la communauté arabe de Mardin.

## Palmarès
- Coupe de Turquie de football en 2009 et 2011 au Beşiktaş JK[3],[4]
- Championnat de Turquie de football en 2008-2009 avec Beşiktaş JK[5]